# Paula D'Hondt-Van Opdenbosch
Paula Rosa Van Opdenbosch (épouse Paul D'Hondt), née le 27 août 1926 à Kerksken (Haaltert) et morte le 23 novembre 2022 à Haaltert, est une femme politique belge flamande, membre du CVP.
Ancienne secrétaire d’État aux PTT (Postes, télégraphes et téléphones) et ministre des Travaux publics, elle est nommée en 1989 commissaire royale à l’immigration, fonction où elle s’est illustrée par sa tolérance et ses positions en faveur de la société multiculturelle,.

## Biographie
Elle fut assistante sociale auprès de la SNCB (1948-1974).
En 1992 elle devint ministre d'État.
En 1993, elle reçoit le Prix de la Démocratie.
En 1980, elle présente une proposition de loi de quotas à la Chambre des représentants. Le but étant qu'un quart des places sur les listes communales soient pour des femmes. Cette proposition est rejetée par le Conseil d'Etat qui la juge incompatible avec la Constitution.

### Carrière politique
- 1974-1980 : sénatrice provinciale belge de Flandre-Orientale
- 1980-1991 : sénatrice élue directe
- 1981-1988 : secrétaire d'État des PTT
- 1988-1989 : ministre des Travaux publics
- 1989-1993 : Commissaire royal à l'Immigration.

## Publication
- Geen dienaar van de macht, ses mémoires.